# Ловенцин
Ловенцин (пол. Łowęcin, нім. Lowentschin) — село в Польщі, у гміні Сважендз Познанського повіту Великопольського воєводства.
Населення — 537 осіб (2011).
У 1975-1998 роках село належало до Познанського воєводства.

## Демографія
Демографічна структура станом на 31 березня 2011 року:
|          | Загалом | Допрацездатний вік | Працездатний вік | Постпрацездатний вік |
| -------- | ------- | ------------------ | ---------------- | -------------------- |
| Чоловіки | 269     | 62                 | 190              | 17                   |
| Жінки    | 268     | 56                 | 173              | 39                   |
| Разом    | 537     | 118                | 363              | 56                   |